# Rettificatrice

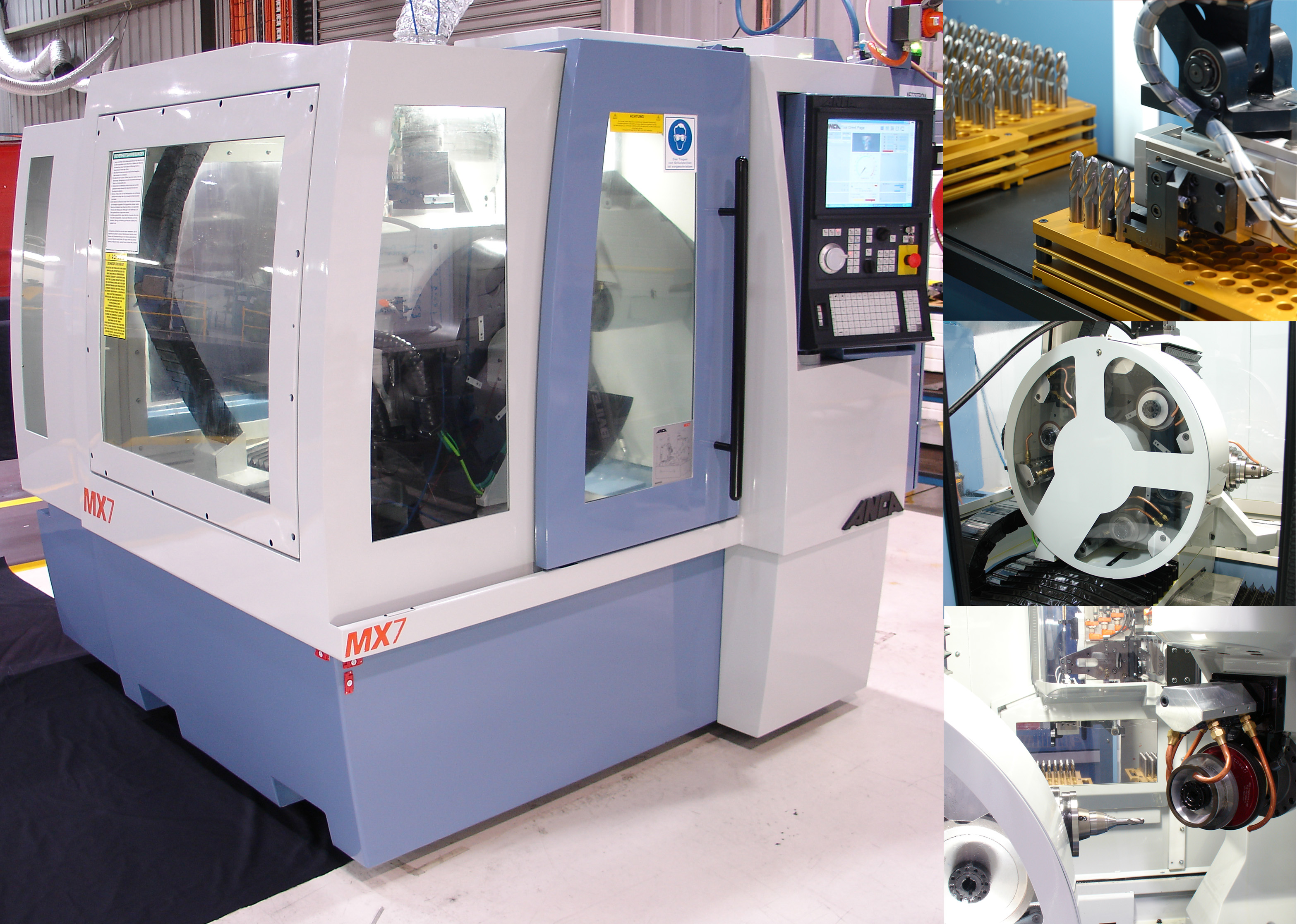
Esempio di rettificatrice CNC

La rettificatrice è una macchina utensile ad asportazione di truciolo attraverso l'azione di una mola abrasiva, utilizzata per la finitura di pezzi metallici in grado di ottenere una bassissima rugosità superficiale e una notevole precisione dimensionale e geometrica e di lavorare anche su materiali molto duri (come gli acciai temprati).
La rettifica, essendo un'operazione di finitura, è generalmente applicata su pezzi che hanno già subito una prima lavorazione su altre macchine utensili come torni, fresatrici, centri di lavoro o trapani.

## Storia

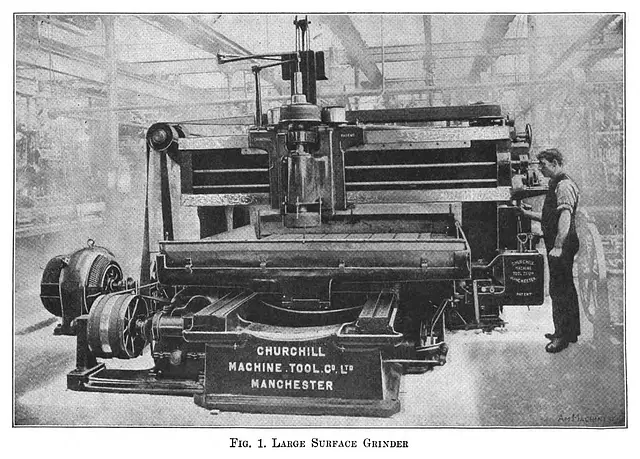
Rettificatrice d'epoca prodotta dalla Churchill Machine Tool, con sede a Manchester.

La rettificatrice nasce nel XIX secolo, quando l'industria iniziò a richiedere lavorazioni meccaniche più precise di quelle ottenibili con torni e fresatrici tradizionali. Le prime macchine rudimentali erano spesso adattamenti di torni, ma già verso la metà dell’Ottocento cominciarono a comparire rettificatrici vere e proprie.
Una figura chiave in questa evoluzione fu Joseph R. Brown, (fondatore della Brown & Sharpe) che nel 1864 progettò una delle prime rettificatrici moderne. La sua macchina permetteva di lavorare superfici cilindriche con una precisione fino ad allora impensabile, grazie all’uso di mole abrasive e a un sistema di regolazioni altamente accurato.
Nel corso del Novecento, con lo sviluppo dell’industria automobilistica e aeronautica, la rettificatrice diventa una macchina fondamentale per la produzione in serie di componenti meccanici ad elevata precisione. Nel corso del tempo si diffusero modelli con lavorazioni sempre più specializzate: per interni, per esterni, senza centri, per superfici piane e per profili complessi.
A partire dagli anni 60', l’introduzione dell’elettronica e dei controlli numerici (CNC) rivoluzionò il settore. Le rettificatrici divennero più automatizzate e capaci di mantenere tolleranze sempre più strette, con una qualità superficiale elevata e costante, fino ad oggi.

## Tipi e funzionamento
La rettificatrice utilizza come utensile una mola, che può avere forme diverse.
Le rettificatrici possono essere distinte in:
- rettificatrici in tondo per esterni
- rettificatrici in tondo per interni
- rettificatrici universali
- rettificatrici senza centri
- rettificatrici per piani ad asse verticale
- rettificatrici per piani ad asse orizzontale
- rettificatrici speciali
- rettificatrici per utensili (anche dette "affilatrici")

L'asportazione di truciolo avviene attraverso moto di taglio rotatorio e moto di alimentazione traslatorio. Nelle rettificatrici in tondo moto di taglio si riferisce al moto relativo dell'utensile rispetto al pezzo, mentre nel caso di rettificatrici in piano il moto di taglio è svolto solo dall'utensile. Generalmente il moto di avanzamento è svolto dal pezzo, ma nel caso della rettificatrice universale può essere svolto sia dal pezzo sia dall'utensile.
La forma del truciolo dipende dal tipo di materiale lavorato e dall'utensile utilizzato. In generale materiali duttili (ad esempio acciaio) danno trucioli più lunghi e uniti, mentre materiali più fragili danno trucioli più sbriciolati.

### Rettificatrici in tondo per esterni
Le rettificatrici in tondo per esterni consentono la rettifica di pezzi cilindrici o conici (ad esempio: alberi e perni) e possono essere dotate di sistemi per il caricamento automatico e per il controllo dimensionale in modo da farle lavorare automaticamente nelle produzioni di serie. Esempi di rettificatrici in tondo per esterno sono le rettificatrici di tipo Norton, adatte a lavorare pezzi di piccola o media dimensione, e quelle di tipo Landis, utilizzate per pezzi lunghi e pesanti.

### Rettificatrici in tondo per interni
Le rettificatrici in tondo per interni possono rettificare la superficie interna di fori cilindrici o conici (tra cui anche sedi di cuscinetti) e con le attrezzature adatte sono in grado di lavorare a produzioni in serie. A loro volta possono essere distinte in due tipi diversi a seconda del metodo di lavoro: rettificatrici nelle quali la mola e il pezzo ruotano entrambi simultaneamente ma con verso di rotazione discorde, utilizzate soprattutto su pezzi medio-piccoli, e rettificatrici nelle quali il pezzo è fermo mentre la mola possiede tutti i movimenti, adatte a lavorare anche pezzi di grande dimensione e asimmetrici.

### Rettificatrici universali
Queste sono macchine utensili in grado di rettificare superfici interne ed esterne cilindriche e coniche, e talvolta anche superfici piane.

### Rettificatrici speciali
Le rettificatrici speciali permettono di lavorare con precisione pezzi difficilmente lavorabili con le altre rettificatrici, ad esempio ingranaggi, ruote dentate, sfere per cuscinetti e filettature.

## Applicazioni
Le rettificatrici vengono impiegate per applicazioni in cui vi è necessità di un'elevata precisione dimensionale o di una rugosità della superficie molto bassa (inferiore a 1,6, che è una delle più basse raggiungibili con un tornio).
Un esempio potrebbe essere un accoppiamento di due particolari metallici: un foro che sarà alesato, con un cilindro che verrà rettificato, oppure i dischi dei freni, che oltre a necessitare di una bassa rugosità, hanno bisogno che le facce siano molto parallele tra di loro (il fatto che i dischi dei freni hanno un costo elevato rispetto alle pinze dipende appunto dalla rettifica).
Il materiale asportato varia circa da 2,5 micron a 0,150 mm. Ciò rende necessarie una o più lavorazioni precedenti per portare il pezzo ad una dimensione congrua, affinché la rettifica sia breve e pulita.
La rettificatrice è utilizzata per produrre referenze, attrezzatura per collaudi, cuscinetti, guide e moltissimi altri componenti comuni.
La versatilità delle macchine rettificatrici è data anche dal fatto che, lavorando per abrasione, non subisce eccessivi sforzi quanto ad esempio un tornio; è quindi decisamente più semplice lavorare acciai duri come l'acciaio super rapido al molibdeno AISI M50.

## Ferrovia
Un particolare tipo di rettificatrice è quella in uso nelle ferrovie di tutto il mondo nella manutenzione dei binari.
Costituito da una parte dotata di mola abrasiva con relativo motore e da uno o due assi terminanti con ruote che si poggiano sull'altro binario. Serve dopo aver effettuato la saldatura di una rotaia  per eliminare la sbavatura del pezzo saldato.

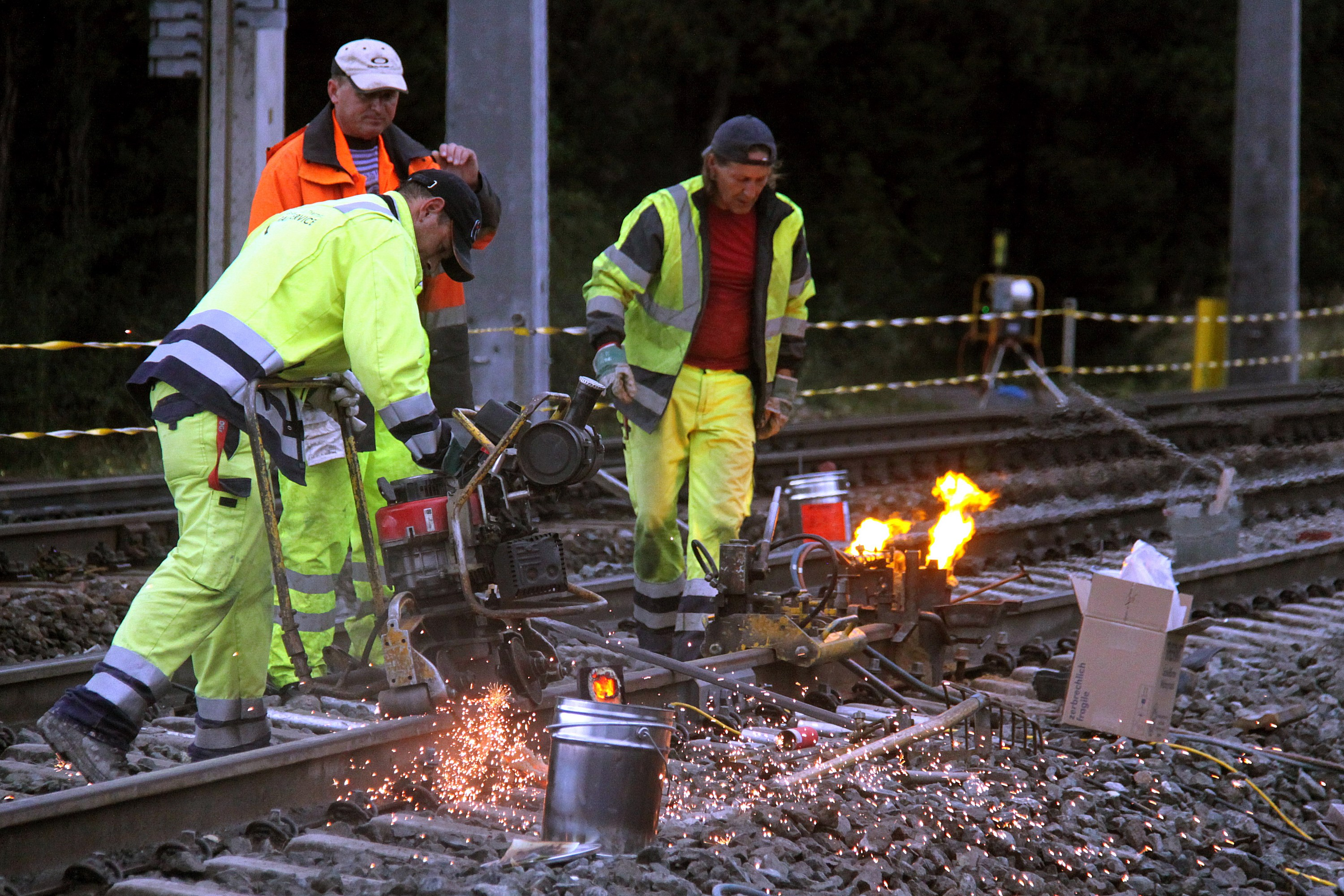
Operai alle prese con una saldatura di binari. Le scintille della rettificatrice sono prodotte dal disco abrasivo sulla superficie di rotolamento

La rettificatrice ferroviaria serve alla finitura dei fianchi del fungo usurato (usura laterale della rotaia) e a rendere perfettamente piana la superficie di rotolamento.